# Sepeko
Sepeko ist ein Verwaltungsbezirk (Ward) des Distrikts Monduli in der tansanischen Region Arusha.

## Geografie
Sepeko liegt im Norden von Tansania, etwa 35 Kilometer westlich der Regionshauptstadt Arusha. Der Süden ist flach hügelig in rund 1400 Meter Seehöhe, nach Norden steigt das Land zu den westlichen Ausläufern des Monduli Mountain auf rund 1800 Meter an. Bei der Volkszählung 2022 lebten hier 13.633 Menschen in 2911 Haushalten.

## Gliederung
Der Bezirk besteht aus vier Gemeinden (Mtaa) mit 14 Orten (Kitongoji):
| Mti Mmoja - Noongoijo - Sepeko - Megwara | Arkaria - Alkaria - Oloodo Lalkaria - Almaloroi - Eseki | Lendikinya - Lendikinya - Mugumanyokie - Murundawa | Arkatan - Nadosoito - Ardai - Megwara - Karatini |

## Wirtschaft und Infrastruktur
- Gesundheit: Im Bezirk befinden sich drei staatliche Apotheken, je eine in Mti Mmoja,[6] Lendikinya[7] und in Arkatan.[8]
- Verkehr: Den Süden des Bezirks durchquert die asphaltierte Nationalstraße T5, die Arusha im Osten mit Karatu und Manyara im Westen verbindet.[9]